# Diaceratherium
Ne pas confondre avec le genre nord-américain de Rhinocerotidae : Diceratherium
Genre
Espèces de rang inférieur
- † D. aginense (Repelin, 1917)
- † D. aurelianense (Nouel[2], 1866)
- † D. lamilloquense Michel, 1983
- † D. lemanense (Pomel, 1853)
- † D. massiliae B. Ménouret et C. Guérin[3], 2009
- † D. tomerdingense Dietrich, 1931, (espèce type)

Diaceratherium est un genre fossile de mammifères périssodactyles ancêtres des rhinocéros actuels. Il est doté d'une paire d'incisives inférieures proéminentes comme tous les membres de sa sous-famille, les Aceratheriinae.
Il a vécu en Europe et vraisemblablement en Asie de l'Oligocène supérieur jusqu'à la fin du Miocène inférieur, soit il y a environ entre 28,1 et 15,98 millions d'années. 

## Liste des espèces

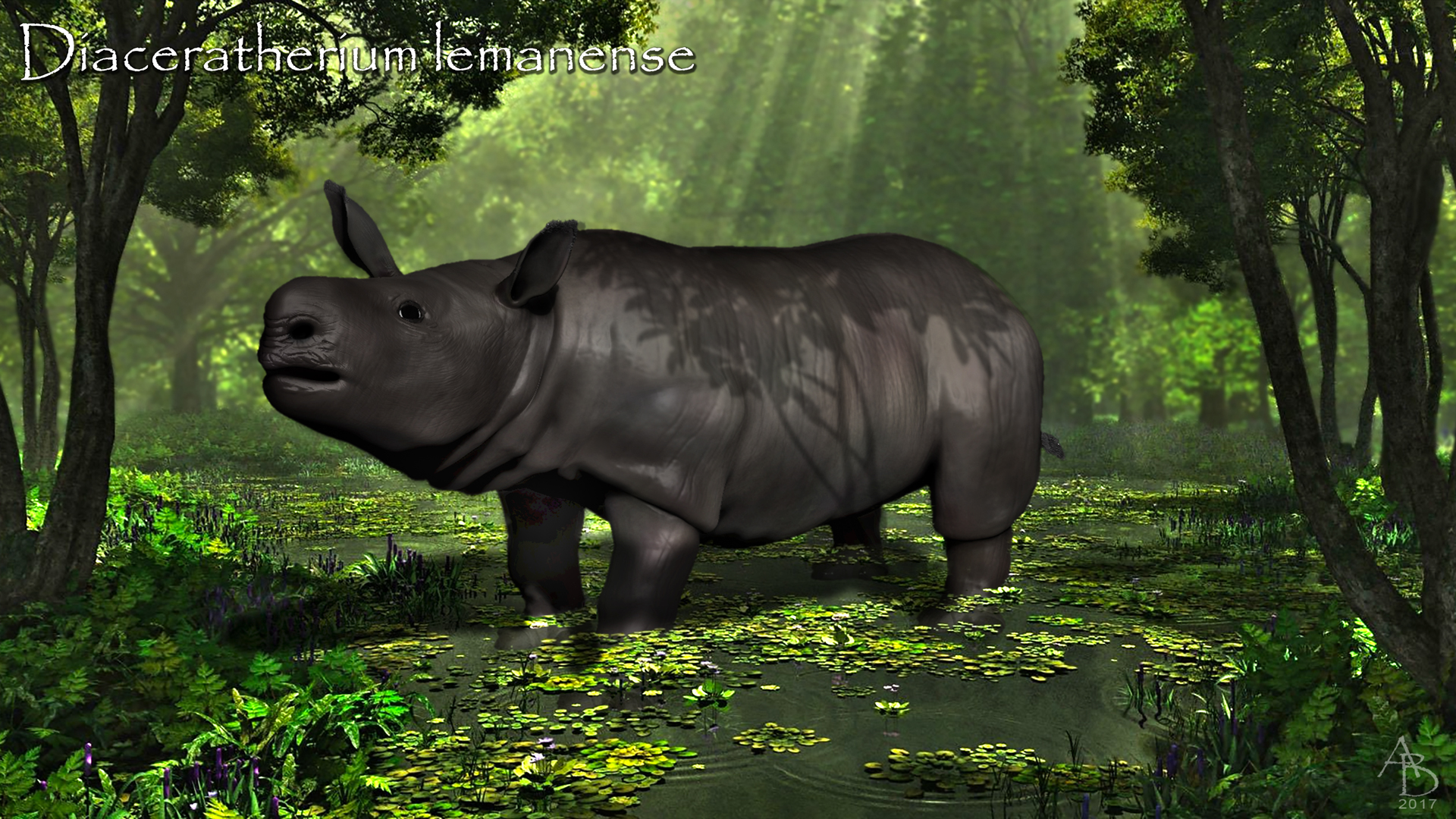
Reconstitution de Diaceratherium lemanense

De nombreuses espèces ont été attribuées au genre, dont plusieurs ont été ré-assignées par la suite à d'autres genres, comme Prosantorhinus, Brachydiceratherium et Brachypotherium :
- † D. massiliae, B. Ménouret et C. Guérin, 2009, provenant des argiles oligocènes (MP26 = Chattien) de Saint-André et Saint-Henri à Marseille et de Les Milles près d’Aix-en-Provence (SE de la France)[3] ;
- † D. lamilloquense Michel, 1983, découverte dans le Chattien (MP 29) à La Milloque (Lot-et-Garonne) et dans la région de Toulouse dans le sud-ouest de la France ;
- † D. lemanense (Pomel, 1853) (MP 30 = Chattien, mais essentiellement MN 1 = Aquitanien), défini à Gannat et découverte dans de nombreux sites du sud de la France, de Limagne et en Suisse[5],[6] ;
- † D. aginense (Repelin, 1917) est définie à Laugnac (Lot-et-Garonne, France), elle date de l'Aquitanien ;
- † D. tomerdingense Dietrich, 1931 est l’espèce type, elle provient de l'Aquitanien de Souabe en Allemagne ;
- † D. aurelianense (Nouel, 1866), connue en France dans le Loiret en France, ainsi qu'en Espagne et au Portugal, dans le Burdigalien (MN 3 et 4)[2].

En 2004, une deuxième prémolaire découverte dans le centre de la Thaïlande, en association avec des restes du rongeur diatomyidé, Fallomus ladakhensis, a été attribuée à D. cf. lamilloquense. Elle indiquerait un âge Oligocène supérieur, montrant ainsi que l'origine du genre Diaceratherium pourrait être aussi bien en Asie du Sud-Est qu'en Europe.  

## Description
C'est un rhinocéros avec un corps très robuste et massif. Ses pattes très courtes et solides portent un corps allongé en forme de tonneau, lui donnant plus l'apparence d'un hippopotame que d'un rhinocéros.
Il atteint environ 1,20 mètre de haut, 3,50 mètres de long et pesait peut-être une tonne et demie. Le crâne était court et présentait une petite protubérance divisée en deux sur les os nasaux, suggérant la présence d'une petite corne (ou peut-être de deux petites cornes). Les molaires étaient hypsodontes (à couronne haute).
« Les différentes espèces de Diaceratherium montre avec le temps une tendance à l’augmentation de la taille, à la molarisation des prémolaires et au raccourcissement du segment distal des pattes. Ces tendances exagéreront au Miocène moyen avec les Brachypotherium, qui succèdent aux Diaceratherium ». 
Diaceratherium est plus grand que les autres Rhinocerotidae qui vivaient à la même période (comme Prosantorhinus).

## Paléobiologie
Diaceratherium vivait dans un environnement aquatique, avec des mœurs rappelant celles des hippopotames.

## Classification
Le genre Diaceratherium a été érigé en 1973 pour regrouper des rhinocérotidés du Miocène d'Europe autrefois dispersés dans d'autres genres. En 2000, P.-O. Antoine et al. le rattachent à la tribu des Teleoceratini, des rhinocéros à pattes trapues et à corps très robuste, dont le genre type est Teleoceras.